# Nitrificação

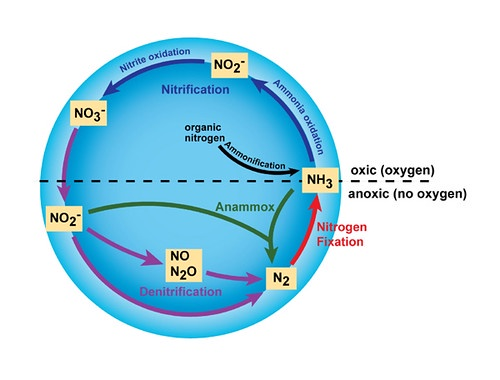
Esquema do ciclo do nitrogênio, mostrando o processo de nitrificação na parte superior.

Nitrificação é um processo de oxidação da amônia/amônio (NH3/NH4+) para nitrato (NO3-). Esse processo é mediado por microrganismos procariontes e ocorre em duas etapas: nitritação e nitratação. Enquanto a primeira consiste na oxidação da forma amoniacal (amônio ou amônia) para nitrito, a segunda é a oxidação do nitrito para nitrato. Esses processos podem ser realizados por bactérias (autotróficas ou heterotróficas), arqueas ou fungos.

## Transformações químicas
Para que ocorra a nitrificação, inicialmente a amônia (NH3) é oxidada pelo oxigênio (O2), formando o nitrito (NO2-) e liberando um íon de hidrogênio (H+) e uma molécula de água (H2O).
{\displaystyle {\ce {NH_3 + 1\!{,}5 O_2 -> NO_2^- + H^+ + H_2O}}}
Após a formação do nitrito, há a reação química para formação do nitrato por meio da enzima nitrito oxidoredutase.
{\displaystyle {\ce {NO_2^- + 0\!{,}5O_2 -> NO_3^-}}}
Na realidade, a primeira transformação química é um pouco mais complexa. Inicialmente a amônia é oxidada, formando hidroxilamina (NH2OH) e água (H2O). Esta reação é catalisada pela enzima amônia monooxigenase.
{\displaystyle {\ce {NH_3 + O_2 + 2H^+ + 2e^- -> NH_2OH + H_2O}}}
Após isso, a hidroxilamina é então convertida para nitrito, desta vez por intermédio da enzima hidroxilamina oxidoredutase.
{\displaystyle {\ce {NH_2OH + H_2O -> NO_2^- + 5H^+ + 4e^-}}}
Entretanto, isso ocorre apenas em condições energeticamente favoráveis. Quando a quantidade de oxigênio é insuficiente, há a formação de óxidos de nitrogênio (NO e N₂O).

## Microrganismos envolvidos na nitrificação

### Nitrificação autotrófica
A maior parte da nitrificação que ocorre na natureza é realizada por bactérias autotróficas. Contudo, estas apresentam um desenvolvimento mais lento quando comparado às bactérias heterotróficas. O processo de nitritação pode ser realizado por bactérias e arqueas que oxidam a amônia. Já a nitratação é realizada por bactérias que oxidam nitrito. Há também duas enzimas que auxiliam nesses processos de oxidação: a primeira é a amônia monooxigenase que converte amônia para hidroxilamina e a segunda é a hidroxilamina oxidoredutase que converte hidroxilamina para nitrito.

### Nitrificação heterotrófica
A nitrificação heterotrófica ocorre em locais onde não existem condições para as bactérias nitrificantes autotróficas desempenharem seu papel. Por exemplo, as bactérias que oxidam amônia têm seu funcionamento comprometido em condiçōes de pH ácido. Assim, as bactérias heterotróficas desempenham um papel importante em ambientes com essas condições. Nesse processo, bactérias e fungos oxidam compostos orgânicos de nitrogênio diretamente para nitrato. A nitrificação heterotrófica não envolve a produção de energia, sua importância quantitativa permanece incerta tanto em ambientes de água doce quanto marinhos.

## Importância

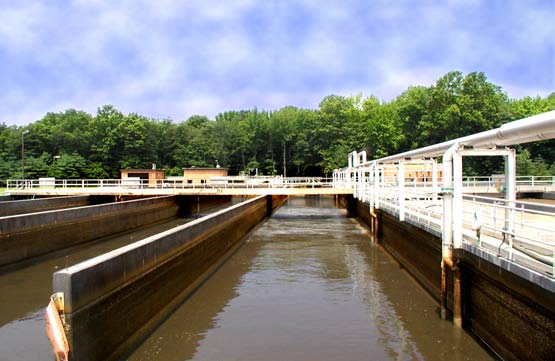
Tanque de aeração onde ocorre a nitrificação em uma estação de tratamento de efluentes.

A nitrificação possui um papel fundamental no controle de qualidade da água devido à transformação da amônia, composto muito solúvel e bastante tóxico. Sua presença em elevadas concentrações no ambiente aquático (e dentro dos organismos) pode causar, por exemplo, a morte de peixes devido à interferência no transporte de oxigênio pela hemoglobina. Já o íon amônio, que não é tóxico para os organismos, tende a ser oxidado por bactérias nitrificantes em ambientes aeróbios e também pode ser utilizado como fonte de nitrogênio pelo fitoplâncton. A ampla diversidade de organismos que utilizam o amônio cria uma competição, tornando rara sua presença em grandes concentrações em habitats oxigenados, visto que esse íon é rapidamente absorvido pelos organismos fotossintetizantes.
O processo de nitrificação é extremamente importante porque a maioria das plantas não consegue assimilar o nitrogênio atmosférico (N2), necessitando assim de outras fontes de nitrogênio. Em geral, as plantas superiores absorvem o nitrogênio do solo na forma de nitrato. Por outro lado, formas oxidadas de nitrogênio (como o nitrato) também podem causar problemas ambientais quando em concentrações elevadas. O nitrato é facilmente carreado pelas águas e pode infiltrar no solo, atingindo águas subterrâneas e alterando sua qualidade. A nitrificação pode causar alterações químicas e biológicas no ambiente. Entre as alterações químicas, o aumento nos níveis de nitrito e nitrato podem causar diminuição da alcalinidade e do pH da água devido à liberação de íons H+ nas diferentes etapas da nitrificação. Além disso, ela também está relacionada a uma diminuição na concentração do oxigênio dissolvido na água, visto que este é consumido durante a nitrificação. Também pode ocorrer a formação de trialometanos (compostos químicos derivados do metano) durante a mitigação da nitrificação com o uso de clorinas. Dentre as alterações biológicas, a nitrificação gera um aumento no número de bactérias que oxidam amônia e nitrito na comunidade microbiológica de um ambiente.

## Nitrificação em diferentes ambientes

### Ambiente marinho

#### Coluna de água
Para compreender o processo de nitrificação na coluna de água marinha, é preciso conhecer a distribuição das formas nitrogenadas e os processos que sofrem no oceano. O amônio é encontrado em maior concentração na zona eufótica pelo fato de ser um produto direto da decomposição da matéria orgânica. Por esse motivo, o amônio é tido como uma fonte regenerada de nitrogênio. Devido a sua absorção pelo fitoplâncton, as concentrações de nitrato são relativamente baixas na zona eufótica. Por outro lado, no oceano profundo há grandes concentrações de nitrato devido ao processo de nitrificação e seu acúmulo ao longo do tempo. Esse nitrato pode ser transportado para a superfície do oceano nas áreas de ressurgência, sendo considerado uma fonte nova de nitrogênio para a realização da fotossíntese.
As taxas de nitrificação (isto é, oxidação do amônio) são muito variáveis no oceano, com valores reportados de 0 até 50.000 nmol L-1 dia-1. Os maiores picos nas taxas de nitrificação ocorrem próximo à base da zona eufótica. Isso pode ser explicado pela menor incidência de luz, causando uma inibição no crescimento do fitoplâncton e diminuindo assim a competição pelo amônio.

#### Sedimento
Em geral, os sedimentos de águas rasas contêm grandes quantidades de matéria orgânica, que é rapidamente decomposta. Devido a isso e outros fatores como a falta de homogeneidade do sedimento, as taxas de nitrificação podem ser muito maiores e mais variáveis do que aquelas encontradas na coluna de água. Altas taxas de nitrificação podem ser encontradas no sedimento de manguezais, variando de 2,4 até 2321 nmol L-1 dia-1. Além disso, diversos estudos mostram um comportamento sazonal nas taxas de nitrificação em sedimentos de diferentes locais. Algumas razões para explicar tais diferenças são: profundidade de penetração do oxigênio no sedimento, aquecimento da água intersticial, competição por amônio, aporte de sulfeto de hidrogênio no sedimento, etc. Em termos de variação espacial, acreditava-se que quanto maior a profundidade, menores seriam as taxas de nitrificação. Confirmando isso, foram observadas variações nas taxas de nitrificação em isóbatas entre 15 e 65 m, mostrando um comportamento de leve aumento e depois rápida diminuição nos processos de nitrificação com o aumento da profundidade. Porém, outros resultados publicados na literatura mostraram uma forte correlação positiva entre a profundidade e as taxas de nitrificação. Essa relação de maiores taxas de nitrificação em ambientes rasos tem sido associada ao acúmulo de matéria orgânica no sedimento. Em contrapartida, elevadas taxas de nitrificação em ambientes profundos têm sido associadas com a atividade da fauna tubícola, aumentando assim a capacidade de penetração do oxigênio e dos nutrientes necessários para que ocorra a nitrificação no sedimento. Durante o processo de nitrificação, há uma variação na disponibilidade de oxigênio no sedimento. A estequiometria entre oxigênio consumido e moléculas de amônio oxidadas é de 2:1. A partir disso, pode-se estimar o oxigênio consumido durante a nitrificação e compará-lo com o oxigênio ainda disponível. Estudos científicos mostraram que o consumo de oxigênio também é variável espacialmente devido à nitrificação, com valores de 5% no Mar Báltico e 8-10% em lagos da Inglaterra.

### Ambiente terrestre
A nitrificação é um processo dominante no fluxo de nitrogênio em sistemas agrícolas, onde 95% do nitrogênio assimilado pelas plantas corresponde ao nitrato. Estudos de bactérias nitrificantes no solo podem ser feitos a partir de incubação em laboratório e técnicas moleculares de sequenciamento genético. Eles têm revelado que as bactérias que oxidam amônia predominantes no solo pertencem ao gênero Nitrosospira, seguido pelo gênero Nitrosomonas. Entretanto, este último gênero tende a dominar em relação aos demais em solos altamente nitrogenados. Muitas vezes, apesar do nitrato ser mais bem assimilado do que o amônio pelas plantas, é mais vantajoso realizar a inibição da nitrificação no solo. Isso porque o nitrato é perdido mais facilmente no solo e facilita a desnitrificação, transformando as formas disponíveis do nitrogênio em óxido nitroso (N2O) - uma forma que as plantas não conseguem assimilar. Inicialmente, pensava-se que a nitrificação poderia ocorrer apenas em solos alcalinos. Porém, pouco mais de um século atrás, foram publicados resultados que mostravam acúmulo de nitrato relacionados à nitrificação autotrófica em solos ácidos. Estudos posteriores realizados em solos de pastagem, florestas e sistemas agrícolas indicaram uma leve correlação negativa entre as taxas de nitrificação e o pH, sendo que as maiores taxas foram observadas em solos com pH um pouco abaixo de 5,0. Os principais microrganismos envolvidos na nitrificação em solos ácidos são as arqueas, visto que as bactérias que oxidam amônio apresentam crescimento restrito a solos com pH neutro ou alcalino. Além da relação com o pH, também tem sido observado que as arqueas predominam sobre as bactérias que oxidam amônio em solos menos férteis.

## Métodos para mensurar a nitrificação
Há alguns métodos para mensurar o processo de nitrificação. Um deles consiste na incubação de amostras e realização de análises de nitrito e nitrato ao longo do tempo. Quando os resultados demonstram acúmulo de nitrito e nitrato, há uma indicação de nitrificação. Entretanto, as concentrações desses nutrientes também podem revelar um declínio ao longo do tempo, mesmo com a nitrificação acontecendo, indicando assim um consumo dessas espécies químicas. Uma modificação nesse método pode ser feita com a introdução de inibidores específicos da oxidação de amônio e de nitrito. Entre esses inibidores, acetileno e metilfluoreto têm sido comumente empregados na inibição da oxidação do amônio. Em relação à oxidação do nitrito, o inibidor mais empregado é o clorato. Com a adição desses inibidores, a incubação deve ser feita em um local escuro, evitando assim a atividade fotossintetizante. Assim, na amostra com inibição da oxidação do amônio, a taxa de nitrificação será medida de acordo com a diminuição da concentração de nitrito. Já na amostra com inibição da oxidação do nitrito, o aumento da concentração de amônio expressará a taxa de nitrificação.
Outro método de investigação do processo de nitrificação envolve o uso de diferentes isótopos para quantificar suas taxas. O uso do isótopo radioativo 13N é inviável devido ao seu curto tempo de meia vida. Já o uso do isótopo estável 15N é viável, visto que seu sinal de resposta pode ser mensurado mesmo com outros processos ocorrendo no sistema de incubação. Tal método é mais usado em amostras de água devido à capacidade de homogeneizá-la. Já para realizar a medição em sedimento, pode ser usado o método do 15N concomitantemente com as taxas de diluição do nitrito e nitrato nas águas adjacentes ao sedimento. Em comparação com os métodos supracitados, o método de inibição com marcação por 14C possui vantagens como maior sensibilidade, necessidade de menor volume de amostra e análises mais simples.

## Fatores que afetam a nitrificação
O oxigênio é um parâmetro essencial para a nitrificação, já que concentrações muito baixas podem limitar parcial ou totalmente sua ocorrência. A temperatura, apesar de ter influência, nāo é um fator limitante para a nitrificação. Seu impacto é mais significativo quando associado a outra variável (por exemplo, a salinidade). A salinidade no oceano mantém-se relativamente constante, portanto, nāo interfere de maneira significativa no desenvolvimento de bactérias. Contudo, em ambientes estuarinos e ribeirinhos, devido a maior variação da salinidade, esse impacto é percebido principalmente nas bactérias que oxidam amônia. Em contrapartida, as arqueas que oxidam amônia respondem melhor a variações de salinidade.
Outro fator inibidor da nitrificação é a presença de luz. A nitrificação ocorre de modo mais eficiente em locais com menor incidência de radiação solar. Sendo assim, o fitoplâncton e a turbidez da água favorecem indiretamente a nitrificação, uma vez que oferecem fotoproteçāo na coluna de água. O pH e a umidade do solo também influenciam no desenvolvimento de microrganismos nitrificantes. Enquanto as bactérias têm um melhor desenvolvimento em solos calcáreos (isto é, alcalinos) e secos, as arqueas preferem solos ácidos e úmidos. A preferência das arqueas por ambientes úmidos é devido a sua afinidade com o oxigênio, que é extraído da própria molécula de água. O pH inferior a 6 também influência na produtividade das bactérias que oxidam nitrato e das bactérias que oxidam amônia.
A presença de metais pesados também influencia o processo de nitrificação. Enquanto as bactérias que oxidam amônio se adaptam à contaminação por zinco, as arqueas que exercem o mesmo papel têm uma tolerância maior a ambientes com excesso de cobre.

## Relação entre nitrificação e oxidação do metano
Os microrganismos da família Nitrobacteraceae oxidam o amônio para nitrito, enquanto os microrganismos metanotróficos da família Methylococcaceae oxidam o monóxido de carbono (CO) e o metano (CH4) para dióxido de carbono (CO2). Na nitrificação, a enzima responsável pela transformação do amônio em hidroxilamina, também é responsável pela catálise da oxidação do metano para metanol (CH3OH). Assim, as bactérias que oxidam amônio exibem similaridades com as bactérias metanotróficas. Medições da oxidação do metano por bactérias que oxidam amônio já foram realizadas em estudos científicos. Apesar delas conseguirem realizar essa oxidação, as taxas são cinco vezes menores do que aquelas apresentadas pelas bactérias metanotróficas. Devido a essas similiaridades, os vários inibidores usados para diminuir as taxas de nitrificação podem acabar inibindo também as taxas de oxidação do metano.